# Bělá (okres Pelhřimov)
Bělá (německy Biela) je obec v okrese Pelhřimov v Kraji Vysočina. Nachází se čtrnáct kilometrů jižně od Pelhřimova, 26 kilometrů západně od Jihlavy a 106 kilometrů jihovýchodně od Prahy. Žije zde 57 obyvatel. Obcí protéká říčka Bělá, která je pravostranným přítokem Hejlovky.

## Název
Název se vyvíjel od varianty in Bieley (1392), na Bieli (1587), Biela (1654). Místní jméno je pravděpodobně odvozeno od potoka Bělá, který vsí protéká a jehož název odkazoval na barvu vody, či na to, že tekla volnou krajinou bez stromoví, takže se ve vodě odráželo slunce.

## Historie
První písemná zmínka o obci pochází z roku 1517.

## Obyvatelstvo
| Rok            | 1869 | 1880 | 1890 | 1900 | 1910 | 1921 | 1930 | 1950 | 1961 | 1970 | 1980 | 1991 | 2001 | 2011 | 2021 |
| -------------- | ---- | ---- | ---- | ---- | ---- | ---- | ---- | ---- | ---- | ---- | ---- | ---- | ---- | ---- | ---- |
| Počet obyvatel | 215  | 235  | 197  | 202  | 203  | 182  | 170  | 133  | 115  | 85   | 60   | 44   | 47   | 54   | 47   |
| Počet domů     | 24   | 25   | 24   | 28   | 29   | 29   | 32   | 31   | 31   | 25   | 21   | 31   | 29   | 29   | 30   |

## Obecní správa a politika
V letech 1869–1890 Bělá byla jako osada obce k Veselé v okrese Pelhřimov. V letech 1900–1976 byla obcí v okrese Kamenice nad Lipou (1900–1930) a později v okrese Pelhřimov. Od 1. dubna 1976 do 31. prosince 1991 patřila jako čast města k Horní Cerekvi a od 1. ledna 1992 je opět samostatnou obcí.

### Politika
V letech 2006–2010 působil jako starosta Josef Kukla, od roku 2010 tuto funkci zastávala Hana Valková.

## Galerie

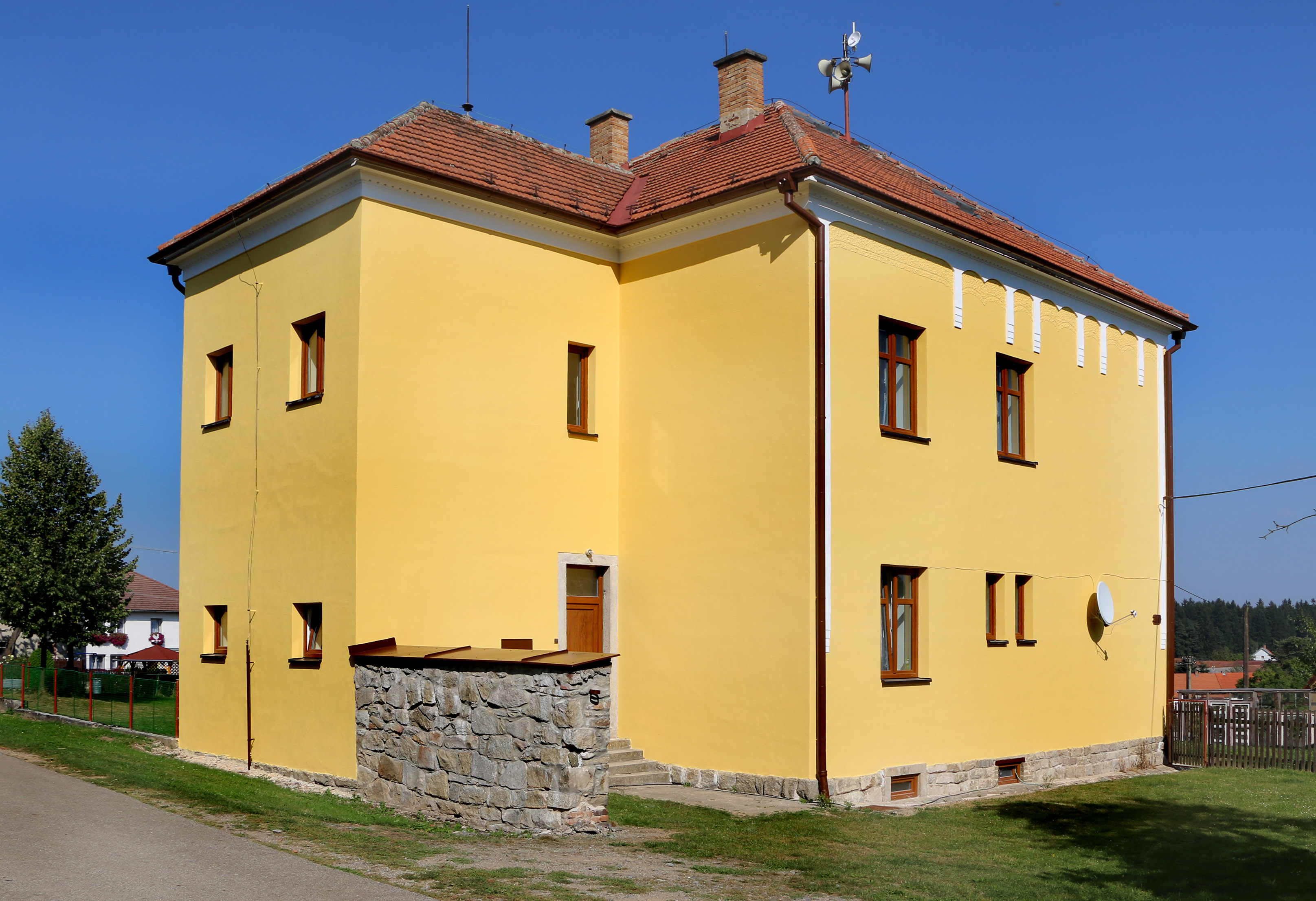
Stará škola
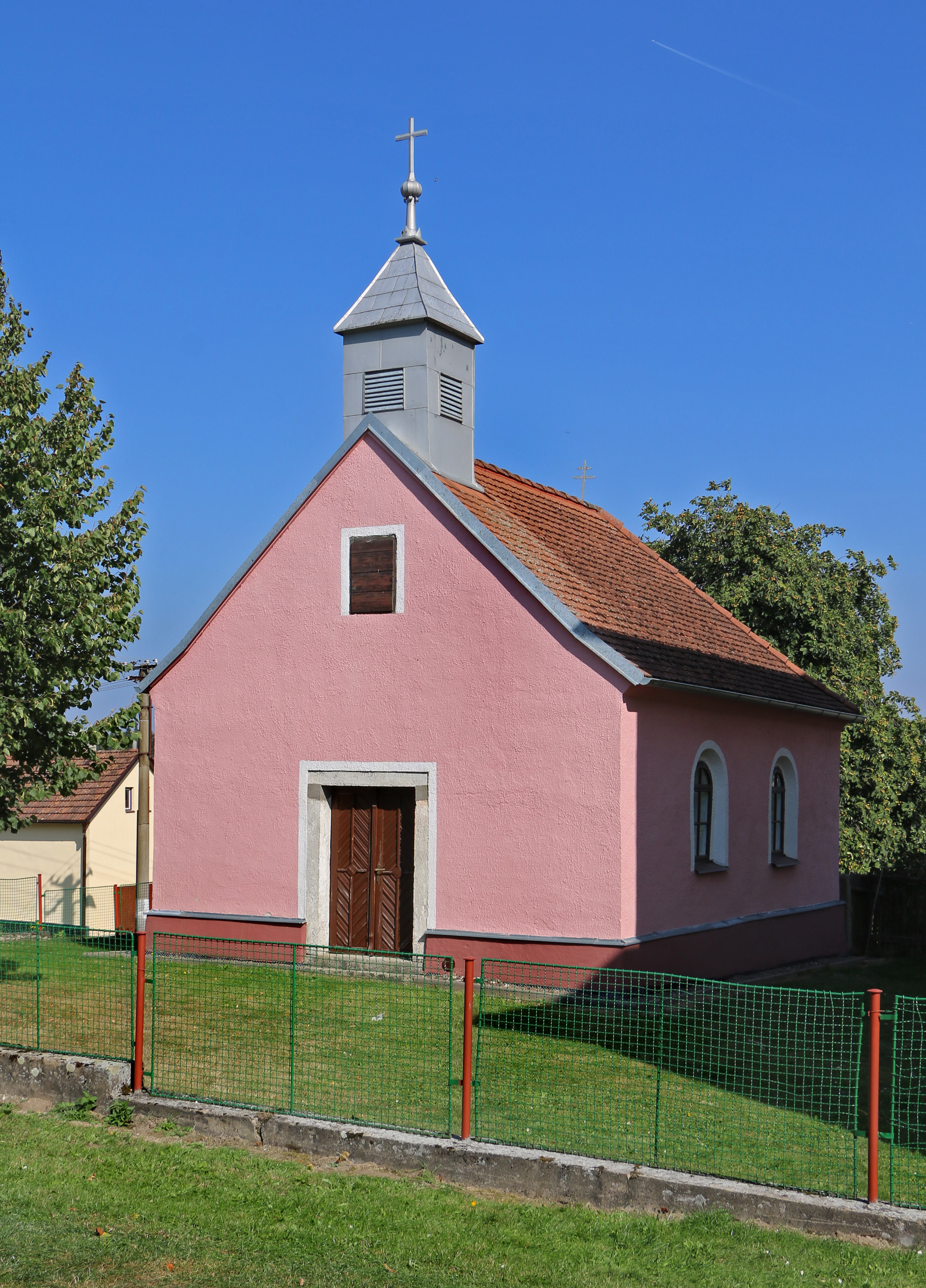
Kaple na návsi
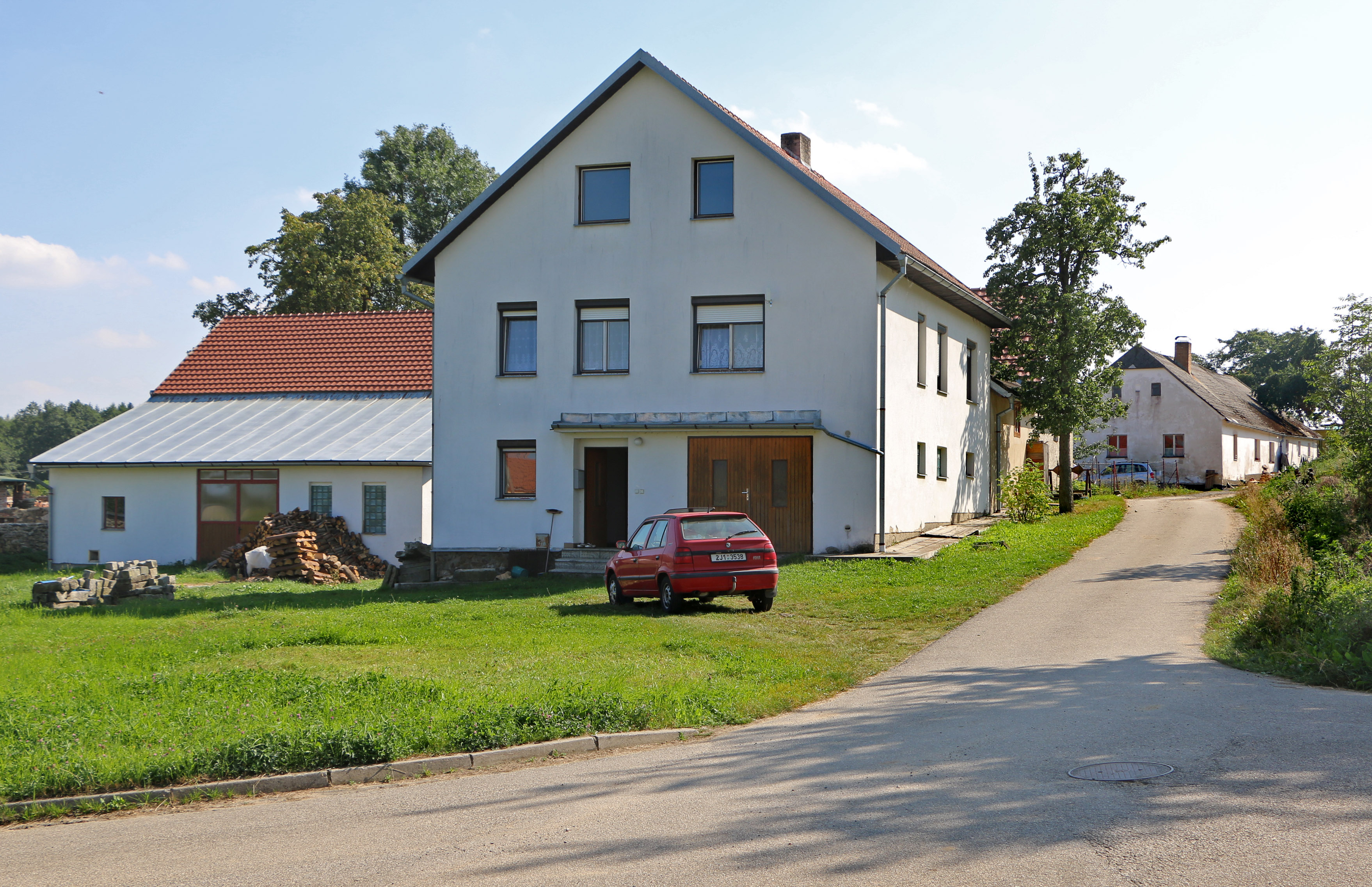
Dům čp. 24
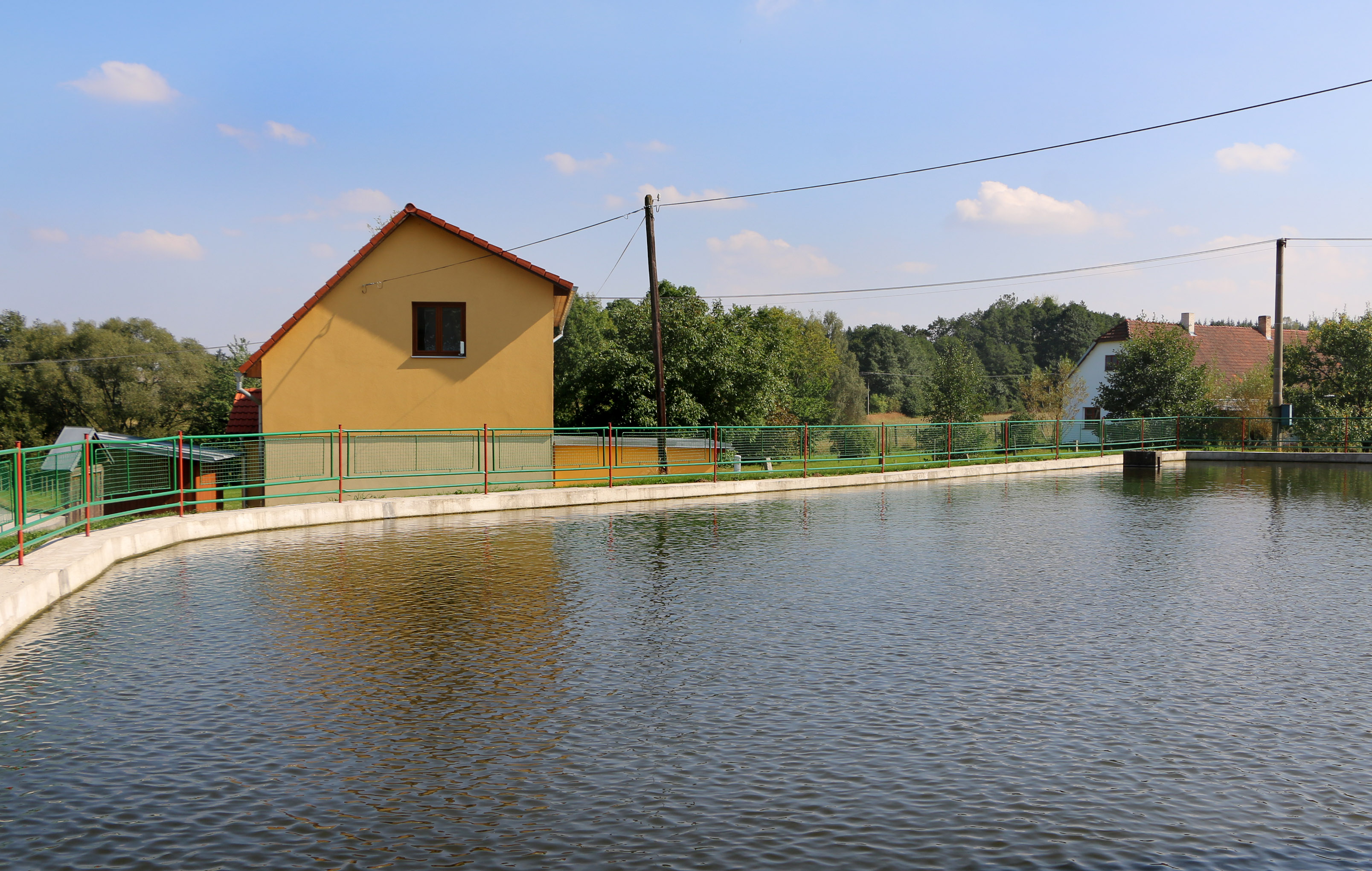
Požární nádrž na návsi